# Tipula (Acutipula) dichroa
Tipula (Acutipula) dichroa is een tweevleugelige uit de familie langpootmuggen (Tipulidae). De soort komt voor in het Afrotropisch gebied.